# Бутырская улица (Москва)
Буты́рская у́лица — крупная магистраль на севере Москвы, разделяет Бутырский (СВАО) и Савёловский районы (САО), между улицей Нижняя Масловка и Дмитровским шоссе.

## История
Название Бутырская улица появилось в XVIII веке по находившейся здесь деревне Бутырки, документально известной с 1624 года. Слово бутырки означало «небольшое селение, отделенное от большого населённого пункта полем или лесом; выселки; часть селения, несколько домов на отшибе». Топонимы Бутырки часто встречаются в европейской части России (в XIX веке в Московской губернии было 6 деревень с таким названием). Деревня принадлежала И. Н. Романову, дяде царя Михаила Фёдоровича, родоначальника дома Романовых. После постройки в 1682—1684 годах церкви Рождества Пресвятой Богородицы (Бутырская ул., дом 56) деревня Бутырки официально стала именоваться село Рождествено на Суходоле, однако это название не закрепилось.
В середине XVII века здесь разместили «московский выборный полк солдатского строя», который стал называться Бутырским полком. В 1767 году Бутырская солдатская слобода была передана в ведение московской городской полиции и вскоре вошла в пределы Москвы. Одно время именовалась Большой Бутырской улицей.

## Расположение
Бутырская улица является продолжением Новослободской улицы и начинается от трёхуровневой Савёловской эстакады Третьего транспортного кольца. Развязка делит улицы Нижняя Масловка и Сущёвский Вал (верхний уровень), Новослободскую улицу и Бутырскую (средний уровень). На нижнем уровне проходят улица Бутырский Вал и железнодорожные пути Алексеевской соединительной линии (перегон Москва-Смоленская—Савёловская). Бутырская улица проходит на северо-запад, направо находится площадь Савёловского Вокзала, собственно Савёловский вокзал и станция метро «Савёловская», затем поворачивает на север, пересекает 2-ю Квессискую улицу (слева), Большую Новодмитровскую улицу (справа), 4-й Вятский переулок (слева), 1-ю Хуторскую улицу (слева) и Новодмитровскую улицу (справа). После этого Бутырская улица проходит под путепроводом Рижского направления (перегон Москва-Рижская—Дмитровская). Здесь находится платформа Дмитровская (слева) и одноимённая станция метро. Далее переходит в Дмитровское шоссе.

## Примечательные здания и сооружения
В целом застройка улицы (за исключением дореволюционных доходных домов № 67 и 73 и колокольни Храма Рождества Пресвятой Богородицы в Бутырской слободе, № 56) не представляет собой какой-либо художественной и исторической ценности.

### По нечётной стороне
- № 3 — детский сад № 1920.
- № 17 — дворец бракосочетания № 4.
- № 15 — жилой дом. Здесь жил журналист В. А. Аграновский[2].
- № 21 — отделение связи № 15-А-127015.
- № 23 — Московская городская электросетевая компания № 6.
- № 65/68 — поликлиника № 93 СВАО.
- № 67 — жилой дом (1903, архитектор Л. В. Стеженский).
- № 73,  ЦГФО — пятиэтажный доходный дом в стиле модерн, построен в 1907—1913 годах по заказу крестьянина К. М. Колупаева (архитектор И. А. Стаканов). Представляет собой ценный образец исторической застройки Бутырской слободы начала XX века, являясь одним из всего двух последних сохранившихся на этой улице дореволюционных домов. Фасад облицован старинной керамической плиткой — кабанчиком.
- № 75 – Московская косметическая фабрика «Рассвет»
- № 77 — офисное здание «Диагональ-Хауз» (2007, архитекторы С. Кулиш, В. Липатов, Д. Жуков)[3].
- № 79В — гостиница «Арктика».
- № 97 — Сберегательный банк РФ Марьинорощинское отд. № 7981/01180.

### По чётной стороне

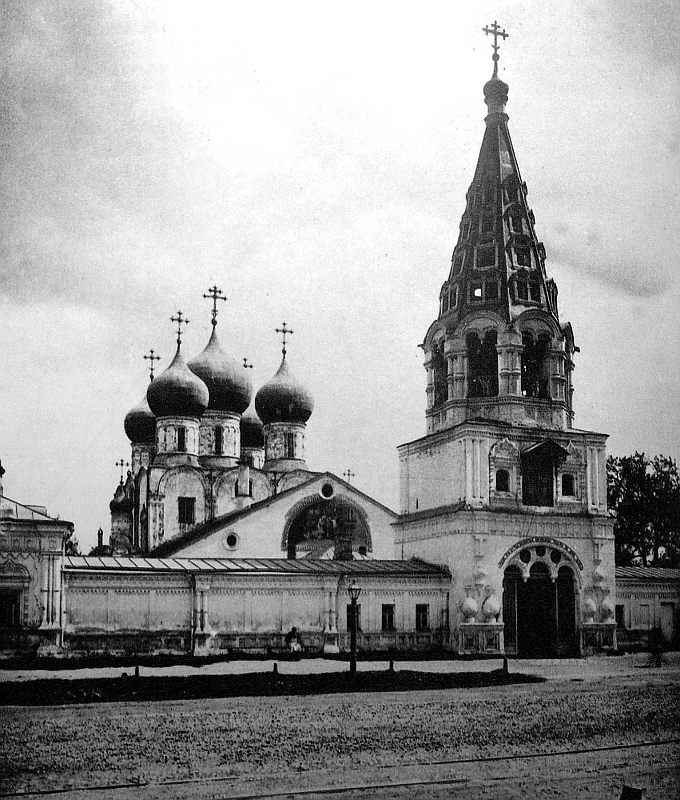
Храм Рождества Пресвятой Богородицы в Бутырской слободе, фотография из альбома Н. А. Найдёнова, 1891.

- № 2/18 — Сберегательный банк РФ Марьинорощинское отд. № 7981/01136.
- № 6, корпус 3 — дорожная клиническая больница имени Н. А. Семашко ОАО РЖД: поликлиническое стоматологическое отделение на станции «Савёловская».
- № 8 — Столичный центр научно-технического обеспечения промышленной безопасности АНО.
- № 42 — школьное здание (1936, архитектор А. В. Машинский)[4]. Ныне здесь находятся Архитектурно-планировочные управление СВАО и Московское городское казначейство СВАО.
- № 56,  памятник архитектуры (федеральный),  Объект культурного наследия № 7710090000№ 7710090000 — колокольня Храма Рождества Пресвятой Богородицы в Бутырской слободе. Соборный двухстолповый храм Бутырского полка с четырёхстолповой трапезной и шатровой колокольней построен в 1682—1684 годах по случаю окончания войны с Османской империей и Крымским ханством благодаря пожертвованиям, в том числе — царей-соправителей Петра и Ивана. Во втором ярусе колокольни находилась икона Спаса Нерукотворного — копия образа, расположенного над Спасскими воротами Московского кремля[5]. Храм пострадал во время оккупации Москвы: хотя богослужения возобновились уже в конце 1812 года, окончательное восстановление завершилось лишь в 1855 году. В 1900—1908 годах был осуществил ремонт колокольни (архитектор Ф. Ф. Горностаев).

В советское время храм был закрыт, а его здания переданы заводу № 132 Глававиапрома («Знамя»). В начале Великой Отечественной войны верхний ярус колокольни был снесён. В 1970 году храм (современный адрес Новодмитровская улица, 47) и колокольня оказались разделены заводским зданием, построенным на месте снесённой трапезной. В храме разместился прессовый цех завода, колокольню же отдали под дворницкую — здесь хранился инвентарь и соль для борьбы с гололёдом. В 1998 году она была возвращена церкви, в 1999 году к ней пристроили апсиду под алтарь и звонницу. В 2011—2013 годах были проведены работы по восстановлению и реставрации колокольни (автор проекта архитектор-реставратор Н. И. Даниленко).
- № 84 — районное управление социальной защиты населения (Бутырский район).
- № 86 — медсанчасть Управления здравоохранения СВАО № 17.

| - № 73, доходный дом К. М. Колупаева (1907—1913, архитектор И. А. Стаканов) - № 73, доходный дом К. М. Колупаева — деталь фасада, кабанчик - Доходные дома № 67 и 73 (слева направо) - № 56, сохранившийся нижний ярус колокольни Храма Рождества Пресвятой Богородицы - № 56, восстановленная колокольня Храма Рождества Пресвятой Богородицы |

## Общественный транспорт

### Метро
- Станции метро  Савёловская и  Савёловская — в начале улицы.
- Станция метро  Дмитровская — в конце улицы.

### Наземный транспорт
Автобусы
- м40: Лобненская улица —  Петровско-Разумовская —  Тимирязевская —  Дмитровская —  Савёловская —  Новослободская —  Тверская —  Охотный Ряд —  Лубянка —  Китай-город
- с543:  Владыкино —  Фонвизинская —  Дмитровская —  Савёловская —  Новослободская —  Маяковская
- т29:  Владыкино —  Фонвизинская —  Дмитровская —  Савёловская —  Динамо
- 447: Базовская улица —  Верхние Лихоборы —  Петровско-Разумовская —  Тимирязевская —  Дмитровская —  Савёловская —  Новослободская — Самотёчная площадь
- т78: 4-й микрорайон Северного —  Селигерская —  Верхние Лихоборы —  Петровско-Разумовская —  Тимирязевская —  Дмитровская —  Савёловская —  2-й Лесной переулок